# Pierre de Guibours
Pierre de Guibours, también conocido como padre Anselme de Sainte-Marie o más brevemente Padre Anselme (Père Anselme) (París, 1625-17 de enero de 1694), fue un historiador y genealogista francés.

## Vida
Ingresó en la Orden de los Agustinos Descalzos el 31 de marzo de 1644. Fue en su monasterio, (llamado Convento de los Pequeños Padres), adjunto a la Basílica de Nuestra Señora de las Victorias de París, donde consagró su vida al estudio de la genealogía durante cincuenta años hasta su fallecimiento el 17 de enero de 1694.

## Obras
- Le Palais de l'honneur (1663)  obra que, además de presentar la genealogía de casas de Francia de Lorena y los Saboya, es un tratado completo sobre heráldica.
- Le Palais de la gloire (1664) dedicado a la genealogía de familias ilustres europeas.
- La Science héraldique (1674).
- Histoire généalogique de la maison royale de la France et des grands officiers de la couronne (1674) 2 volúmenes.